# Артур Хачатрян
Артур Хачатрян (вірм. Արթուր Խաչատրյան; нар. 13 вересня 1983) — вірменський боксер, призер чемпіонату Європи серед аматорів.

## Аматорська кар'єра
На чемпіонаті Європи 2010 Артур Хачатрян завоював бронзову медаль в категорії до 81 кг.
- В 1/16 фіналу переміг Рамазана Магомедова (Азербайджан) — 7-2
- В 1/8 фіналу переміг Йоанніса Мілітопулоса (Греція) — 13-3
- У чвертьфіналі переміг Ніколайса Грішунінса (Латвія) — 3(+)-3
- У півфіналі програв Артуру Бетербієву (Росія) — RSC 3

На чемпіонаті Європи 2011 в категорії до 75 кг здобув дві перемоги, а у чвертьфіналі програв Джаба Хосіташвілі (Грузія).
На чемпіонаті світу 2011 в категорії до 81 кг програв у першому бою Ехсану Рузбахані (Іран).